# Ломазів
Ло́мазів — село в Україні, у Вендичанській селищній громаді Могилів-Подільського району Вінницької області. Населення становить 301 особу.

## Історія
7 (20) листопада 1917 року, відповідно до Третього Універсалу Української Центральної Ради, увійшло до складу Української Народної Республіки.
12 червня 2020 року, відповідно до Розпорядження Кабінету Міністрів України від № 707-р «Про визначення адміністративних центрів та затвердження територій територіальних громад Вінницької області», увійшло до складу Вендичанської селищної громади.
19 липня 2020 року, в результаті адміністративно-територіальної реформи та ліквідації Могилів-Подільського району (1923 — 2020), село увійшло до складу новоутвореного Могилів-Подільського району.

## Пам'ятки
- Ломазівські шари — геологічна пам'ятка природи місцевого значення.